# Jacob Wolfowitz
Jacob Wolfowitz (19 de marzo de 1910-16 de julio de 1981) fue un matemático estadounidense. Nacido en Polonia, emigró con sus padres a los Estados Unidos en 1920. Comenzó su carrera como profesor de matemáticas a mediados de los años 30 y continuó enseñando hasta 1942, cuando consiguió el doctorado en matemáticas por la Universidad de Nueva York. Cuando era estudiante conoció a Abraham Wald, con el cual colaboró en numerosas investigaciones en el campo de la estadística. Esta colaboración continuó hasta la muerte de Wald en un accidente aéreo en 1950. En 1951 se convirtió en profesor de matemáticas en la Universidad Cornell, en donde permanecería hasta 1970. Wolfowitz murió de un ataque del corazón en Tampa, Florida, donde ejercía como profesor en la Universidad del Sur de Florida.
Las principales contribuciones de Wolfowitz han sido en los campos de la teoría de la decisión, de la estadística no paramétrica, del análisis secuencial y de la teoría de la información.
Su hijo Paul Dundes Wolfowitz fue presidente del Banco Mundial.